# عدوانية لطيفة

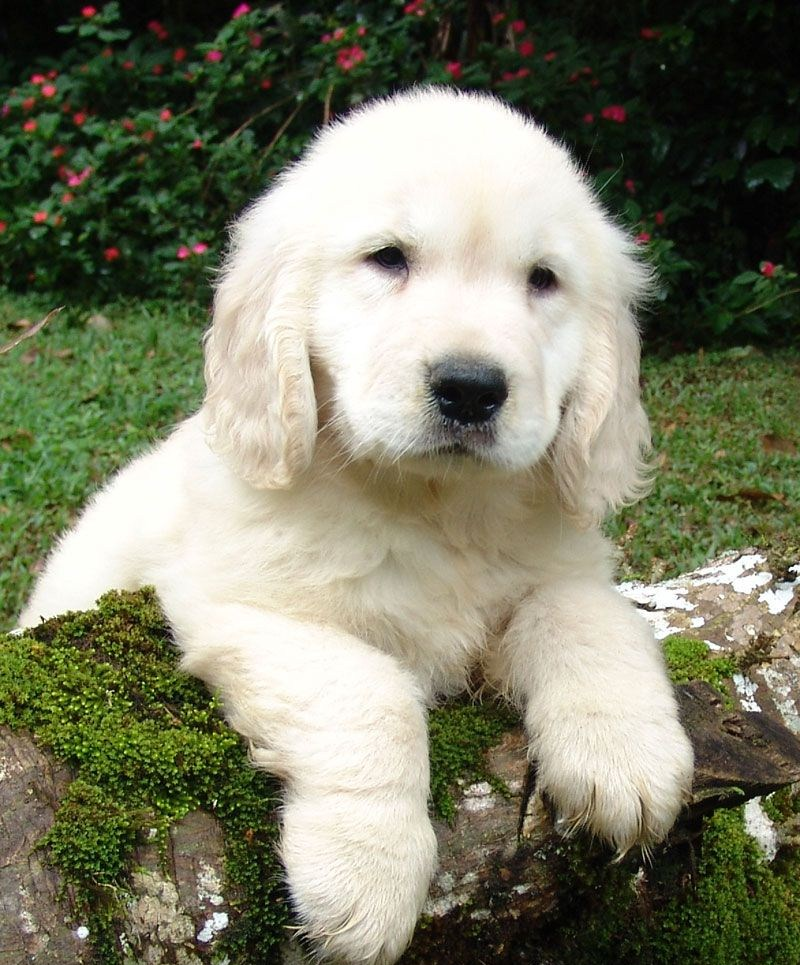
على ما يبدو أن المحفزات "اللطيفة" مثل الصورة أعلاه تثير النزعات العدوانية الناتجة من الهرمونات.

العدوانية اللطيفة هي سلوك عدواني سطحي ناتج عن رؤية شيء لطيف، مثل طفل رضيع أو حيوان صغير. الأشخاص الذين يمروا بتجربة العدوانية اللطيفة قد يطبقو أسنانهم مع فركها على بعض، أو يحكمون قبضة اياديهم، أو يشعرون بالحاجة إلى قرص أو ضغط وكبس ما يعتبرونه لطيفاً دون النية في التسبب في أي ضرر له.